# 1006
Évszázadok: 10. század – 11. század – 12. század
Évtizedek: 950-es évek – 960-as évek – 970-es évek – 980-as évek – 990-es évek – 1000-es évek – 1010-es évek – 1020-as évek – 1030-as évek – 1040-es évek – 1050-es évek
Évek: 1001 – 1002 – 1003 – 1004 –  1005 – 1006 – 1007 – 1008 – 1009 – 1010 – 1011

## Események
- A valaha feljegyzett legfényesebb szupernóva feltűnése a Lupus csillagképben.

## Születések
- X. Kónsztantinosz bizánci császár († 1067).

## Halálozások
- Burgundi Gizella